# Superbike-VM 1989
Superbike-VM 1989 var den andra säsongen för världsmästerskapet. Fred Merkel upprepade sin titel från 1988, vilket gav Honda de två första titlarna.

## Delsegrare
| Bana           | Vinnare           | Märke  | Vinnare           | Märke  |
| -------------- | ----------------- | ------ | ----------------- | ------ |
| Donington Park | Fabrizio Pirovano | Yamaha | Giancarlo Falappa | Bimota |
| Hungaroring    | Fred Merkel       | Honda  | Fred Merkel       | Honda  |
| Mosport Park   | Fred Merkel       | Honda  | Giancarlo Falappa | Bimota |
| Brainerd       | Raymond Roche     | Ducati | Raymond Roche     | Ducati |
| Österreichring | Alex Vieira       | Honda  | Stéphane Mertens  | Honda  |
| Paul Ricard    | Stéphane Mertens  | Honda  | Giancarlo Falappa | Bimota |
| Sugo           | Doug Polen        | Suzuki | Michael Dowson    | Yamaha |
| Hockenheim     | Raymond Roche     | Ducati | Raymond Roche     | Ducati |
| Pergusa        | Stéphane Mertens  | Honda  | Raymond Roche     | Ducati |
| Oran Park      | Peter Goddard     | Yamaha | Michael Dowson    | Yamaha |
| Manfeild       | Terry Rymer       | Yamaha | Stéphane Mertens  | Honda  |

## Slutställning
| Plats | Förare            | Märke  | Poäng |
| ----- | ----------------- | ------ | ----- |
| 1     | Fred Merkel       | Honda  | 272   |
| 2     | Stéphane Mertens  | Honda  | 265   |
| 3     | Raymond Roche     | Ducati | 222   |
| 4     | Fabrizio Pirovano | Yamaha | 208   |
| 5     | Anders Andersson  | Yamaha | 159   |
| 6     | Giancarlo Falappa | Bimota | 139   |
| 7     | Terry Rymer       | Yamaha | 134   |
| 8     | Baldassare Monti  | Ducati | 99    |
| 9     | Jani Suhonen      | Yamaha | 90    |
| 10    | Michael Dowson    | Yamaha | 79    |